# فرضيات طبية
الفرضيات الطبية هي مجلة طبية غير تقليدية تتم مراجعتها من قبل زملاء مجلة طبية نشرتها Elsevier . كان الغرض منها في الأصل أن تكون منتدى للأفكار غير التقليدية بدون المرشح التقليدي لمراجعة الأقران العلمي «طالما أن (الأفكار) متماسكة ومعبرة بوضوح» من أجل «تعزيز التنوع والنقاش الذي تزدهر عليه العملية العلمية». كانت الفرضيات الطبية هي مجلة Elsevier الوحيدة التي لم ترسل الأوراق المقدمة إلى علماء آخرين للمراجعة. وبدلاً من ذلك، تم اختيار المقالات من قبل رئيس تحرير المجلة بناءً على ما إذا كان يعتبر العمل المقدم شيقًا ومهمًا. وضعت سياسة المجلة المسؤولية الكاملة عن سلامة ودقة ودقة المنشورات على المؤلفين، بدلاً من المراجعين الأقران أو المحرر.
أدى نشر الأبحاث حول إنكار الإيدز    إلى دعوات لإزالته من موقع PubMed ، قاعدة بيانات المجلات الإلكترونية لمكتبة الطب الوطنية الأمريكية. بعد الجدل حول أوراق الإيدز، أجبر Elsevier على تغيير إدارة المجلة. في يونيو 2010، أعلن Elsevier أنه «سيتم مراجعة المخطوطات المقدمة من قبل المحرر والمراجعين الخارجيين لضمان جدارتها العلمية». لا تزال المجلة غير خاضعة للمراجعة النظيرة بالمعنى التقليدي — أطلق عليها المحرر «ليس نظام مراجعة نظير كلاسيكي. أسميها نظام مراجعة الفرضيات الطبية حسب الطلب.» 

## التأسيس والتحرير
تأسست الفرضيات الطبية في عام 1975 من قبل عالم الفسيولوجيا ديفيد هوروبين، الذي كان رئيس تحرير المجلة حتى وفاته في عام 2003 وكذلك رئيس جمعية الفصام في بريطانيا. كان هوروبين شخصية مثيرة للجدل، عالم ورجل أعمال معروف بترويجه لزيت زهرة الربيع المسائية كعلاج للأمراض، مما دفع المجلة الطبية البريطانية (BMJ) للتنبؤ بأنه «قد يثبت أنه أعظم بائع زيت الثعبان في عصره». كتب هوروبين في افتتاحية افتتاحية لـ «الفرضيات الطبية»: «لقد أظهر تاريخ العلم مرارًا أنه عندما يتم اقتراح الفرضيات، فإنه من المستحيل التكهن بالتي ستصبح ثورية وأيها سخيفة. النهج الآمن الوحيد هو السماح للجميع برؤية الضوء ودعونا نناقش الجميع أو نختبرهم أو نبررهم أو ندمرهم. آمل أن توفر المجلة ساحة قتال جديدة مفتوحة للجميع يمكن اختبار الأفكار فيها وإشعال النار فيها». في طبعتها الأولى، نشرت Medical Hypotheses مقالات من عضو مجلس المراجعة التحريرية، عالم الفيروسات فرانك ماكفرلين بورنت، رائد الإخصاب في المختبر إيان جونستون، جيرالد كولودني من مركز بيت إسرائيل الطبي، وتوم تينفورد، كبير العلماء في وقت لاحق في وزارة الطاقة الأمريكية.
بعد وفاة هوروبين، أصبح بروس ج.شارلتون، أستاذ علم النفس التطوري في جامعة نيوكاسل أبون تاين والطب النظري في جامعة باكنغهام، المحرر، واتخذ قرارات النشر بمساعدة غير رسمية من مجلس استشاري.
وصف هوروبين تشارلتون بأنه «الشخص الوحيد الذي أثق به حقًا لتولي الأمر وإدارته بطريقة منفتحة». ومن الأعضاء البارزين في المجلس الاستشاري عالم الأعصاب السلوكي أنطونيو داماسو وعالم الأعصاب الإدراكي Vilayanur S. Ramachandran والرائد الجراحي روي كالني والطبيب النفسي ديفيد هيلي والفيلسوف ديفيد بيرس والفائز بجائزة نوبل أرفيد كارلسون. أصبح Mehar Manku رئيس تحرير Hypotheses بعد طرد تشارلتون في عام 2010.
تم نشر الفرضيات الطبية في البداية من قبل Eden Press . كانت Elsevier ناشرها منذ عام 2002.

## التلخيص والفهرسة
يتم تلخيص المجلة وفهرستها في فهرس الاستشهاد العلمي، الفهرس الطبي / MEDLINE / PubMed ، معاينات BIOSIS ، الملخصات الكيميائية، Elsevier BIOBASE / الوعي الحالي في العلوم البيولوجية، المحتويات الحالية / الطب السريري، المحتويات الحالية / علوم الحياة، و EMBASE / Excerpta ميديكا. 

## ابحاث
نشر رونالد سميث في عام 1991 المقالة الأكثر استشهادًا  من الفرضيات الطبية، حيث اقترح نظرية البلاعم للاكتئاب كبديل لنظرية الاكتئاب أحادية الأمين.   تشمل المقالات الشهيرة الأخرى الواردة في المجلة الاقتراح المقدم من جارل فلنسمارك من مالمو، السويد، بأن الفصام قد يكون ناتجًا عن ارتداء أحذية بكعب،  ومقال من سفيتلانا كوماروفا من جامعة ماكجيل يفيد أن شعر الوجه قد يلعب دورًا في منع تطور السرطان.
في ما وصفه الطبيب النفسي وكاتب الأعمدة الصحفية في صحيفة الجارديان بن غولداكر بأنه «ورقة نحاسية شبه خيالية»، افترض مؤلفان من فرضيات طبية مصطلح «منغولي» كمصطلح دقيق للأشخاص الذين يعانون من متلازمة داون لأن أولئك الذين يعانون من متلازمة داون يشتركون في خصائص مع أشخاص من أصل آسيوي، بما في ذلك الاهتمام بالحرف اليدوية، والجلوس مع أرجل متقاطعة وتناول الأطعمة التي تحتوي على غلوتامات أحادية الصوديوم (MSG). قدمت عناصر المراسلات الاستمناء كعلاج لاحتقان الأنف.  أفاد العلم أن ورقة عام 2009 من قبل جورج شتاينهاوزر على لون السرة «أصبحت كلاسيكية فورية».  
في عام 2007، نشر الصحفي روجر دوبسون كتابًا قام فيه بتجميع ووصف 100 مقالة عن الفرضيات الطبية تسمى الموت يمكن علاجه. 

## مناقشة مراجعة الأقران
بدأ هوروبن مجلة ردا على ما اعتبره قيود مراجعة الأقران.  كتب: «المعايير الأساسية للقبول تختلف تمامًا عن المجلات المعتادة. في جوهره ما أبحث عنه هو إجابات على سؤالين فقط: هل هناك بعض المعقول البيولوجي لما يقوله المؤلف؟ هل الورقة من الممكن قرائتها؟ نحن لا ننظر في ما إذا كانت الورقة صحيحة أم لا ولكن ننظر فقط في ما إذا كانت مثيرة للاهتمام.»  وفقًا لعالم الفسيولوجيا جون شتاين، يعتقد هوروبن منذ أيامه كطالب جامعي أن مراجعة الأقران تشجع على الالتزام بالأفكار المقبولة حاليًا على حساب الابتكار. كما أخبر عالم الأعصاب فيليانور راماشاندران، وهو عضو في مجلس المراجعة التحريرية في المجلة، العلوم : «هناك أفكار قد تبدو غير قابلة للتصديق ولكنها مهمة جدًا إذا كانت صحيحة. هذا هو المكان الوحيد الذي يمكنك فيه نشرها».
في أكتوبر 2012، نشرت حملة دولية تضم 198 عالمًا مقالًا نقديًا يدافع عن بروس ج.شارلتون وفكرة المراجعة التحريرية.

### أوراق إنكار الإيدز وتداعياتها
في عام 2009، قام ناشر المجلة، السيفر، بسحب مقالتين كتبه نفيو الإيدز تم قبولهم للنشر. ادعى أحد المقالات المسحوبة، التي كتبها بيتر دويسبيرج وديفيد راسنيك، أنه «لا يوجد حتى الآن دليل على أن فيروس نقص المناعة البشرية يسبب الإيدز» ولم يكن مسؤولاً عن الوفيات في جنوب أفريقيا التي نسبتها ورقة أخرى إليه وأساءت تمثيل نتائج البحث الطبي على الأدوية المضادة للفيروسات القهقرية.   تم تقديم هذه الورقة في الأصل إلى مجلة متلازمة نقص المناعة المكتسب (JAIDS)، ولكن تم رفضها بعد مراجعة الأقران. وأشار أحد محرري JAIDS في وقت لاحق إلى مشاكل في الصحيفة، زاعمًا أنها احتوت على قطف الكرز ومزاعم أخرى غير شريفة. وذكر الناشر أن المقالات «من المحتمل أن تضر بالصحة العامة العالمية. كما تم الإعراب عن القلق من أن المقالة تحتوي على مواد تشهيرية محتملة. وبالنظر إلى هذه الإشارات المهمة المثيرة للقلق، فإننا نحكم أنه من الصحيح التحقيق في الظروف التي نُشرت فيها هذه المقالة عبر الإنترنت».
جاء الانسحاب بعد حملة قام بها علماء انتقدوا الدقة الواقعية للمقالات والعملية وراء قبولها.   اتصلت مجموعة من 20 عالماً وناشراً بفيروس نقص المناعة البشرية بالمكتبة الوطنية للطب لطلب إزالة المجلة من قاعدة بيانات MEDLINE بدعوى أن المجلة تفتقر إلى الدقة العلمية وأصبحت «أداة لإضفاء الشرعية على حركة علمية واحدة على الأقل: إنكار الإيدز».  كتب الاقتصادي نيكولي ناتراس في مقال نشر في مجلة «الإيدز والسلوك» أن «الفرضيات الطبية كانت منذ فترة طويلة مصدر قلق للمجتمع العلمي لأن المقالات لم تتم مراجعتها من قبل الأقران»، وأنه طُلب من المكتبة الوطنية للطب مراجعة المجلة «لإلغاء الاختيار من PubMed على أساس أنه لم يخضع لمراجعة الأقران ولديه سجل حافل في نشر العلم الزائف.»  كتب ناتراس في وقت لاحق أنه نتيجة للجدل، أفادت مجلة Science أن Elsevier قد طلب أن يقوم محرر المجلة إما برفع معايير المراجعة أو الاستقالة. أوصت لجنة المراجعة التي عقدتها Elsevier بأن تعتمد الفرضيات الطبية شكلاً من أشكال مراجعة الأقران لتجنب نشر «أفكار لا أساس لها من الصحة والمضاربة وغير قابلة للاختبار وربما ضارة». قال المحرر بروس تشارلتون إن مراجعة الأقران تتعارض مع تاريخ المجلة لمدة 30 عامًا ولا يدعمه هو ولا هيئة تحرير المجلة.  وبحسب ما ورد أخبر Elsevier تشارلتون أن منصبه لن يتم تجديده في نهاية العام، وقال تشارلتون إنه لن يستقيل. في 11 مايو 2010، أعلن بروس تشارلتون على مدونته أنه «تم فصله» من قبل Elsevier.
من بين أعضاء مجلس تحرير المجلة البالغ عددهم 19، كتب 13 إلى Elsevier للاحتجاج على قرار تغيير سياسات التحرير في المجلة.  وكتبت مجموعة العلماء أن عدم إجراء مراجعة الأقران «جزء لا يتجزأ من هويتنا، بل سبب وجودنا»، وسوف يستقيلون من مواقعهم إذا تم ذلك. وقال أحد الأعضاء، ديفيد هيلي من كلية الطب بجامعة كارديف، إن رسالة أعضاء مجلس المراجعة كانت «دفاعاً عن بروس، وليس عن ورقة دوسبرغ». على النقيض من ذلك، قال عضو مجلس الإدارة أنطونيو داماسو أنه لم يكن ينبغي نشر الورقة على موقع المجلة.
في يونيو 2010، أعلن Elsevier عن تعيين Mehar Manku كمحرر جديد، وذكر أن «المراجع المقدمة سيتم مراجعتها من قبل المحرر والمراجعين الخارجيين لضمان جدارتها العلمية. سيكون جميع المراجعين على دراية كاملة بأهداف المجلة ونطاقها، وسيحكمون على الفرضية والأصالة والمقبولية للفرضيات المقدمة». كان مانكو سابقًا رئيس تحرير Prostaglandins و Leukotrienes و Essential Fatty Acids ، وهي مجلة أخرى أسسها Horrobin.